# Апостольский нунций в Израиле
Апостольский нунций в Государстве Израиль — дипломатический представитель Святого Престола в Израиле. Данный дипломатический пост занимает церковно-дипломатический представитель Ватикана в ранге посла. Апостольская нунциатура в Израиле была учреждена на постоянной основе в 1993 году. Её резиденция находится в Тель-Авиве.
В настоящее время Апостольским нунцием в Израиле является архиепископ Адольфо Тито Ильяна, назначенный Папой Франциском 3 июня 2021 года.

## История
В 1948 году Ватикан создал должность апостольского делегата в Иерусалиме и Палестине, который обладал юрисдикцией в Палестине, Трансиордании и на Кипре. В 1973 году была учреждена нунциатура в Республике Кипр.
Дипломатические отношения между Святым Престолом и Государством Израиль были установлены в 1994 году, после подписания Основного соглашения между Святым Престолом и Государством Израиль 30 декабря 1993 года. Архиепископ Андреа Кордеро Ланца ди Монтедземоло, который был апостольским делегатом в Иерусалиме и Палестине с 1990 года, был назначен первый Апостольским нунцием в Израиле.
До сих пор все нунции в Израиле были также одновременно назначены нунцием на Кипре и Апостольским делегатом в Иерусалиме и Палестине (ныне ответственный за отношения с поместной церковью на палестинских территориях).

## Апостольский делегаты в Иерусалиме и Палестине
- Густаво Теста — (11 февраля 1948 — 6 марта 1953);
- Сильвио Анджело Пио Одди — (30 июля 1953 — 11 января 1957);
- Джузеппе Мария Сенси — (12 января 1957 — 10 мая 1962);
- Лино Дзанини — (1962 — 1966);
- Огюстен-Жозеф-Антуан Сепински, O.F.M. — (2 октября 1965 — 5 мая 1969);
- Пио Лаги — (24 мая 1969 — 28 мая 1973);
- Уильям Акин Карью — (10 мая 1974 — 30 августа 1983);
- Карло Курис — (4 февраля 1984 — 28 марта 1990);
- Андреа Кордеро Ланца ди Монтедземоло — (28 апреля 1990 — 19 января 1994).
- Джузеппе Ладзаротто — (18 августа 2012 — 13 сентября 2017, в отставке);
- Леопольдо Джирелли — (13 сентября 2017 — 13 марта 2021 — назначен апостольским нунцием в Индии);
- Адольфо Тито Ильяна — (3 июня 2021 — по настоящее время).

## Апостольские нунции в Израиле
- Андреа Кордеро Ланца ди Монтедземоло — (19 января 1994 — 7 марта 1998);
- Пьетро Самби — (6 июня 1998 — 17 декабря 2005); как нунций в Израиле, Самби подверг критике строительство разделительной стены между Израилем и палестинскими территориями, называя «позором для человечества». В 2003 году он критиковал антисемитизм авторами которого являлись некоторые представители палестинских властей. Самби сыграл важную роль в Италии, которая перестала финансировать антисемитские палестинские школьные учебники.[1]
- Антонио Франко — (21 января 2006 — 18 августа 2012);[2]
- Джузеппе Ладзаротто — (18 августа 2012 — 28 августа 2017, в отставке);
- Леопольдо Джирелли — (13 сентября 2017 — 13 марта 2021 — назначен апостольским нунцием в Индии);
- Адольфо Тито Ильяна — (3 июня 2021 — по настоящее время).